# Metapenaeopsis tenella
Metapenaeopsis tenella is een tienpotigensoort uit de familie van de Penaeidae. De wetenschappelijke naam van de soort is voor het eerst geldig gepubliceerd in 1988 door Liu & Zhong.